# Hugo Neugebauer
Hugo Neugebauer (* 19. Dezember 1949 in Großeibstadt, Landkreis Rhön-Grabfeld) ist Metzgermeister, Ehrenpräsident der Handwerkskammer für Unterfranken und Träger des Verdienstkreuzes am Bande des Verdienstordens der Bundesrepublik Deutschland.

## Leben
Als Sohn eines Landwirts begann Hugo Neugebauer im Alter von 14 Jahren mit einer Metzgerlehre. Seine Meisterprüfung legte er am 18. Februar 1975 in Augsburg ab. 
Seit 1984 betreibt er eine Metzgerei in seinem Heimatort Großeibstadt mit einer Filiale in Wülfershausen.
Hugo Neugebauer ist seit 1971 verheiratet und hat zwei Söhne.

## Ehrenamtliches und kommunalpolitisches Engagement
Neugebauer ist seit über zwei Jahrzehnten als ehrenamtlicher Mandatsträger im unterfränkischen Handwerk tätig. 
Von 1991 bis 2006 war Obermeister der Metzgerinnung Rhön-Grabfeld. In den Jahren 1993 bis 2006 übte er zudem das Amt des Kreishandwerksmeisters aus. 
Seit 2003 amtiert er als Vorstand des Fleischerrings Schweinfurt. 
Neugebauer wurde 1999 zunächst stellvertretendes Mitglied und anschließend ordentliches Mitglied der Vollversammlung sowie Mitglied im Vorstand der Handwerkskammer für Unterfranken. 2006 wurde er von der Vollversammlung der Kammer zu ihrem Präsidenten gewählt. Seine Wiederwahl erfolgte am 1. Dezember 2011. Bis Dezember 2016 hatte er dieses Amt inne. Seit Januar 2017 ist er Ehrenpräsident der Handwerkskammer für Unterfranken.
Seit 2008 unterstützt Neugebauer auch als Beiratsmitglied die Arbeit des Zentrums für Lehrerbildung und Bildungsforschung am Berufsschulstandort Bad Neustadt an der Saale.
Von 1977 bis 2000 war Neugebauer darüber hinaus Mitglied der Kirchenverwaltung Großeibstadt und fungierte von 1988 bis 1990 als Kirchenpfleger der Katholischen Kirchenstiftung Großeibstadt. 
Seit 1978 ist er Mitglied des Gemeinderates Großeibstadt und übte von 1990 bis 1996 das Amt des Zweiten Bürgermeisters aus.
Seit 1990 gehört er zudem der Gemeinschaftsversammlung der Verwaltungsgemeinschaft Saal an der Saale an. Er ist Mitglied in verschiedenen Vereinen seiner Heimatgemeinde.  
Neugebauer gehört gemeinsam mit den Präsidenten der Handwerkskammer für Oberfranken und Mittelfranken zu den Erfindern des Fränkischen Bratwurstgipfels (Memento vom 7. Juni 2013 im Internet Archive).

## Auszeichnungen
- Für sein kommunalpolitisches und soziales Engagement wurde er 1999 mit der Kommunalen Dankurkunde ausgezeichnet.
- Für seinen hohen ehrenamtlichen Einsatz hat ihm das Präsidium des Zentralverbands des Deutschen Handwerks (ZDH) 2011 das Handwerkszeichen in Gold verleihen, die höchste Auszeichnung, die das deutsche Handwerk zu vergeben hat.[1]
- Für seine vorbildlichen Verdienste um das allgemeine Wohl wurde ihm am 22. März 2013 in Würzburg das Verdienstkreuz am Bande des Verdienstordens der Bundesrepublik Deutschland verliehen.[2][3]
- Am 13. Juli 2016 wurde er von Ministerpräsident Horst Seehofer mit dem Bayerischen Verdienstorden ausgezeichnet.[4]